# Idiocerus pallidus
Idiocerus pallidus är en insektsart som beskrevs av Fitch 1851. Idiocerus pallidus ingår i släktet Idiocerus och familjen dvärgstritar. Inga underarter finns listade i Catalogue of Life.